# 渚 (AV女優)
渚（なぎさ、1988年3月28日 - ）は、日本の元AV女優。
血液型：O型。身長154cm、スリーサイズ：B84（Cカップ-65） W58 H86。趣味：アニメ観賞。特技：デッサン。   

## 略歴
東京都出身。2006年、『初花』でKUKI・マックス・エーの2社専属女優としてAVデビューした。
2007年10月12日、アナルSEXか中出しのどちらかを解禁することを迫られて出演した「一度限りの中出し…解禁!!」で中出しを解禁した。
2008年2月、kawaii*に移籍した。さらに同年5月13日、MOODYZに移籍、最初の作品「パイパンハイパーデジタルモザイク」でパイパンとなった。

## 作品

### アダルトビデオ
2006年
- 初花 -hatsuhana- 渚（11月30日、KUKI）
- 渚色 〜なぎさいろ〜 渚（12月29日、マックス・エー）

2007年
- 噂のスーパー女子校生 feat.渚（1月26日、KUKI）
- MAX GIRLS 花びら大回転（2月16日、マックス・エー）
- feeling 渚（2月28日、マックス・エー）
- エロハメ 渚（3月23日、KUKI）
- MAX GIRLS　突アゲ突ヌケ大回転 （4月20日、マックス・エー）
- ブルーリポート（4月27日、マックス・エー）
- Mルームサービス（5月25日、KUKI）
- KUKI オールスター新基準モザイクスペシャル 2（6月15日、KUKI）
- MAX GIRLS 完全撮り下ろし! ヨガリまくり8人（6月15日、マックス・エー）
- 口内感染 渚（6月29日、マックス・エー）
- 萌えコス痴女（7月27日 KUKI）
- MAX GIRLS 完全撮り下ろし!連続!連発!ハメまくり!!（8月17日、マックス・エー）
- 制服狩り 渚（8月31日、マックス・エー）
- セルフ 〜極私的Hなコト〜 渚（9月28日、KUKI）
- 一度限りの中出し・・・解禁!! 渚（10月12日、マックス・エー）
- MAX GIRLS 大感謝祭（10月12日、マックス・エー）
- MAX ピンクファイル あのピンクファイルで魅せる! 渚（12月14日、マックス・エー）※総集編

2008年
- おまたせ！kawaii*デビュ→ Ah！渚のシンドバッド 渚（2月25日、kawaii*）
- 学校でセックchu 渚（3月25日、kawaii）
- 絶叫イカセMAX! 渚（4月25日、kawaii）
- パイパンハイパーデジタルモザイク 渚（5月13日、MOODYZ）
- 極上MOODYZカフェ 爆乳・パイパン・中出しフルコース（6月13日、MOODYZ）
- 強精中出しエロ玩具20 渚（7月1日、MOODYZ）
- ふたなり三姉妹（8月8日、TMA）
- Hunt 04 (8月18日、S級素人）
- コードエロスの淫虐のコスプレイヤー（10月10日、TMA）

2009年
- 極上MOODYZカフェ 爆乳・パイパン・中出しフルコース 特別編（3月1日、MOODYZ）
- 毒蜘蛛と花嫁（10月23日、大洋図書）

2010年
- 全部、見せます。 渚 全作品×全本番（11月12日、KUKI）総集編

### 写真集
- ナギサとリップ nagisa trip（2006年12月22日、リイド社、撮影：山口勝己）ISBN 978-4845833115